# Arthur Biram

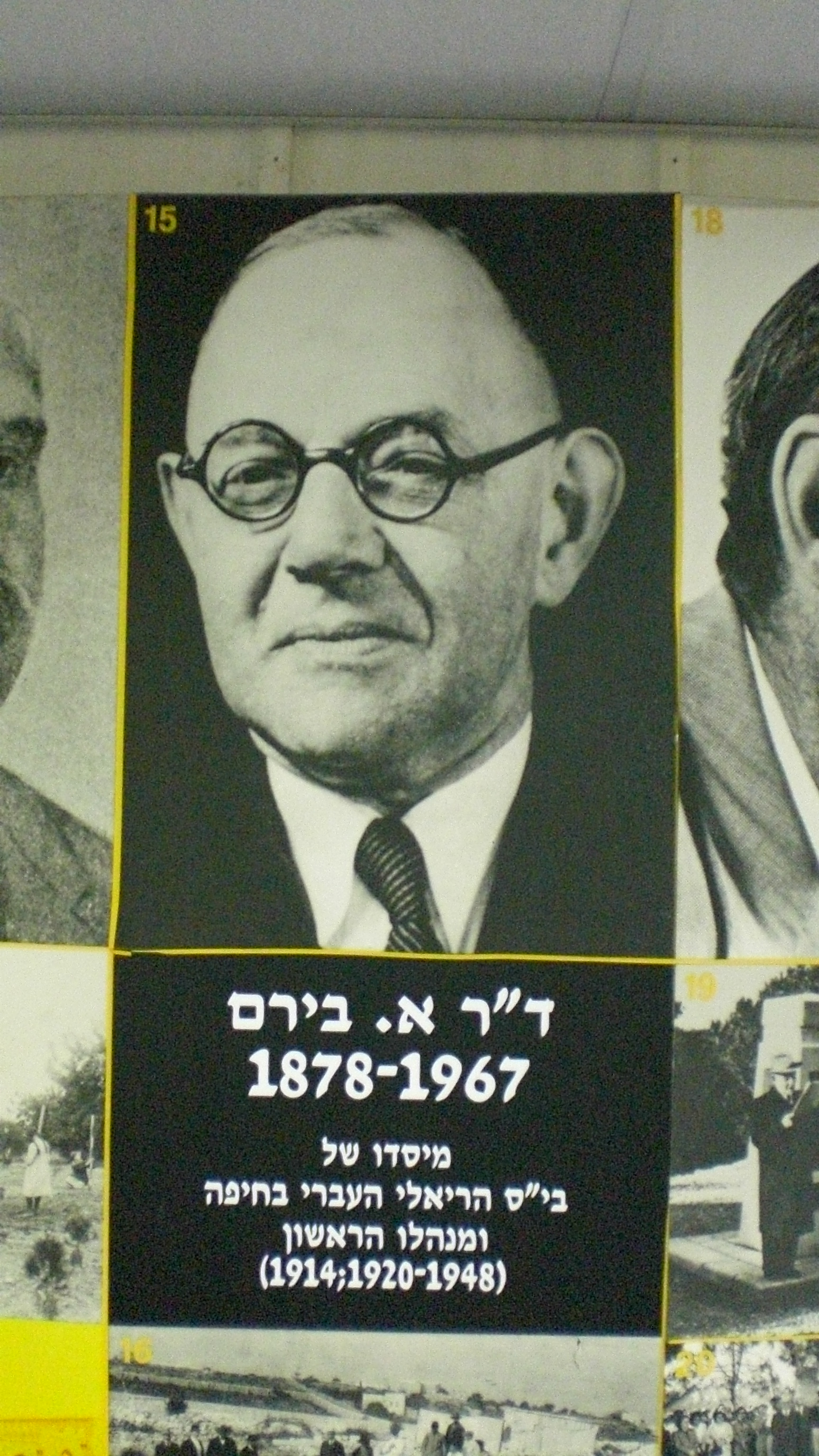
Arthur Biram

Arthur Yitzhak Biram (hebreo: ארתור בירם ; 13) (de agosto de 1878 – 5 de junio de 1967) fue un filósofo, filólogo y educador germano-israelí.

## Biografía
Biram nació en Bischofswerda en Sajonia en 1878 y asistió a la escuela en Hirschberg, Silesia.
Estudió idiomas, incluido el árabe, en la Universidad de Berlín y en la Universidad de Leipzig, donde obtuvo un Doctorado en Filosofía en 1902, discutiendo la filosofía de Abu-Rasid al-Nisaburi. En 1904 concluyó el seminario de rabinos en la Hochschule für die Wissenschaft des Judentums. Posteriormente enseñó lenguas y literatura en el Berlinisches Gymnasium zum Grauen Kloster .
Biram fue uno de los fundadores del club Bar-Kochba y miembro de la corriente religiosa liberal alemana 'Ezra', que reconoció la importancia de la educación secundaria. En 1913 emigró a Eretz Israel.
Se casó con Hannah Tomeshevsky y tuvieron dos hijos. Ambos murieron: Aharon murió en un accidente mientras estaba en servicio de reserva, y Binyamin, un ingeniero en Dead Sea Works, murió a causa de una mina.

## Carrera pedagógica
Biram fundó la Escuela Hebrea Reali en Haifa en 1913 y fue nombrado su primer director,  pero unos meses después, estalló la Primera Guerra Mundial, y Biram fue reclutado por el ejército alemán y donde se desempeñó como gerente de tráfico en la estación de tren de Afula. En 1919, volvió a la escuela.
Como parte de la filosofía de educación de Biram, en 1937 implementó el entrenamiento obligatorio Hagam para niñas en la Escuela Hebrea Reali en Haifa, sentando las bases para el reclutamiento de mujeres en la Haganá, y más tarde en las Fuerzas de Defensa de Israel.
En 1948, renunció a su cargo como director y, en su cumpleaños número 75, escribió una colección de ensayos sobre la Biblia. En total, escribió unas 50 publicaciones en hebreo, alemán, inglés y árabe. Biram murió en Haifa en 1967.

## Premios y reconocimientos
En 1954, recibió el Premio Israel de educación.

## Otras lecturas
- Dilemas socioeducativos: una tipología ilustrada por la historia de la educación hebrea en Haifa durante el mandato británico, por Yuval Dror, artículo en Journal of Educational Administration and History, 1478-7431, volumen 26, número 1, 1994, páginas 35 – 54,doi 10.1080/0022062940260104
- Enciclopedia del sionismo e Israel, por Raphael Patai, vol. 1, Herzl Press, 1971
- Uwe Fiedler: Er gründete in Haifa eine Schule . BoD – Books on Demand, 2017 (en alemán)
- Streetwise: Rehov Biram, Haifa, escrito por Wendy Blumfeld
- Publicaciones sobre resp. por Arthur Biram en WorldCat
- Biografía en la Upper Lusatian Science Society (archivada, en alemán)

- Datos: Q4798009
- Multimedia: Arthur Biram / Q4798009